# 1993 في المكسيك
فيما يلي قوائم الأحداث التي وقعت خلال عام 1993 في المكسيك.

## سياسة

### انتهاء فترة المنصب
- 28 نوفمبر – لويس دونالدو كولوسيو Secretariat of Welfare [الإنجليزية]‏.
- 29 نوفمبر – إرنستو زيديلو أمانة التعليم العام.

## مواليد

### يناير
- 6 يناير – خيسوس كورونا لاعب كرة قدم مكسيكي.

### مارس
- 8 مارس – أليخاندرو غونزاليس جونيور ملاكم مكسيكي.

### أبريل
- 4 أبريل – دانيلا بوباديلا ممثلة كندية.
- 10 أبريل – صوفيا كارسون

### مايو
- 15 مايو – أندريس غوتييريز ملاكم مكسيكي.

### يونيو
- 25 يونيو – أوسكار كورتيس ملاكم مكسيكي.

### يوليو
- 10 يوليو – فرانسيسكو رودريغيز جونيور ملاكم مكسيكي.

## وفيات

### يناير
- 1 يناير – فرانسيسكو مارتينيز (مواليد 1910) لاعب كرة سلة مكسيكي.

### أبريل
- 20 أبريل – كانتنفلاس (مواليد 1911)